# Márkó Eszter
Márkó Eszter (Sepsiszentgyörgy, 1978. március 16. –) erdélyi származású magyar színésznő. Nagyanyja, Nagy Olga (1921–2006) néprajzi író, népmesekutató.

## Életpályája
Szülei: Márkó Imre (1939–2011) magyar novellista, színikritikus, fogorvos és Krizsovánszky Szidónia (1944–2014) színésznő voltak. 2000-ben diplomázott a Marosvásárhelyi Színművészeti Egyetem Szentgyörgyi István tagozatán színész szakon. 2000–2004 között a Szatmárnémeti Északi Színház Harag György Társulatának tagja volt. 2004–2016 között a József Attila Színház színművésze volt. 2006-tól a Gór Nagy Mária Színitanoda színészmesterség tanára. 2011 óta a Bugaci Futóhomok Ifjúsági Egyesület valamint a Bugaci Tanyaszínház szakmai kurzusainak felelőse. 2013-tól a Nemzeti Színház gyermekprogramjainak és a dunaszerdahelyi Rivalda Színház szakmai kurzusainak felelőse.

## Színházi szerepei
- Egressy Zoltán: Portugál – Asszony
- Veber: Balfácánt vacsorára! – Marléne
- Ödön von Horváth: Mit csinál a kongresszus? – Kisasszony
- Ránki György: Egy szerelem három éjszakája – Júlia
- Shaffer: Amadeus – Constanze Weber
- Lázár Ervin: A négyszögletű kerekerdő meséi – Aromó
- Vajda Katalin: Anconai szerelmesek – Lucia
- Molnár Ferenc: Egy, kettő, három – Petrovics kisasszony
- Presser Gábor: A padlás – Robinson
- Csehov: Cseresznyéskert – Ánya
- Karácsony Benő: Rút kiskacsa – Mariann
- William Shakespeare: Falstaff – Kar
- Kusan: A kobra – Tonka
- Csiky Gergely: Kaviár – Róza
- Fosse: És nem válunk el soha – Lány
- Parti-Nagy: Tisztújítás – Nelly
- William Shakespeare: Ahogy tetszik – Lidi
- Ionesco: Székek – Öregasszony
- Taylor: Legyen a feleségem – Terri Pringle
- Gádor-Tasnádi: Othello Gyulaházán – Sass Olga
- Cooney-Chapman: Kölcsönlakás – Sylvie
- Ionesco: Különóra – Tanítvány
- Gorkij: Éjjeli menedékhely – Vaszilisza Karpovna
- Cooney-Hilton: Négyesikrek – Winnie
- Hamvai Kornél: Harmadik figyelmeztetés – Szabó Vera
- Sauvil-Assous: Add kölcsön a feleséged! – Agathe Mareuil
- Hámos-Ruttkay: Mici néni két élete – Rehákné; Lány 3
- Labiche-Michel: Egy olasz szalmakalap – Virginie
- Magnier: Oscar – Jacqueline
- Sarkadi Imre: Elveszett paaradicsom – Klári
- Carlo Goldoni: Csetepaté Chioggiában – Lucietta
- Hunyady Sándor: Feketeszárú cseresznye – Parasztasszony
- Synge: A nyugati világ bajnoka – Özvegy Quinné
- Grimm: Csizmás kandúr – Csizmás kandúr
- Dobozy-Verebes: Hattyúdal – Kofa; Pincérnő
- Moliere: Úrhatnám polgár – Nicole
- Scarnicci-Tarabusi: Kaviár és lencse – Chaiarelli d'Adda grófnő
- Hunyady Sándor: A három sárkány – Nusi
- Selmeczi-Verebes: Angyalföldi ballada – Gálné
- Kollár Béla: Veszek egy éjszakát – Julis

## Színházi rendezései
- Nagy-Márkó: Füttyös kalandjai (2013, 2016) (szerző is)
- Balassi Bálint: Szép magyar komédia (2013)
- Jarry-Prezsmer: Übüség (2014)
- Pavlovits-Markó: Babszem Jankó (2014-2015) (szerző is)
- Köves József: Nyakigláb, Csupaháj, Málészáj (2015)
- Teller: Semmi (2016)
- Szilágyi Andor: Leánder és Lenszirom (Nemzeti Színház, 2020)
- Zalán Tibor: Aranykulcsocska (Győri Nemzeti Színház, 2021)
- Tamási Áron: Tündöklő Jeromos (Nemzeti Színház, 2022)

## Filmjei
- Valaki kopog (2000)
- Ébrenjárók (2002)
- Fény hull arcodra (2002)

## Díjai
- Nádai István-emlékplakett (2003)[2]
- Havasi István-díj (2022)[3]